# Indigo Mood

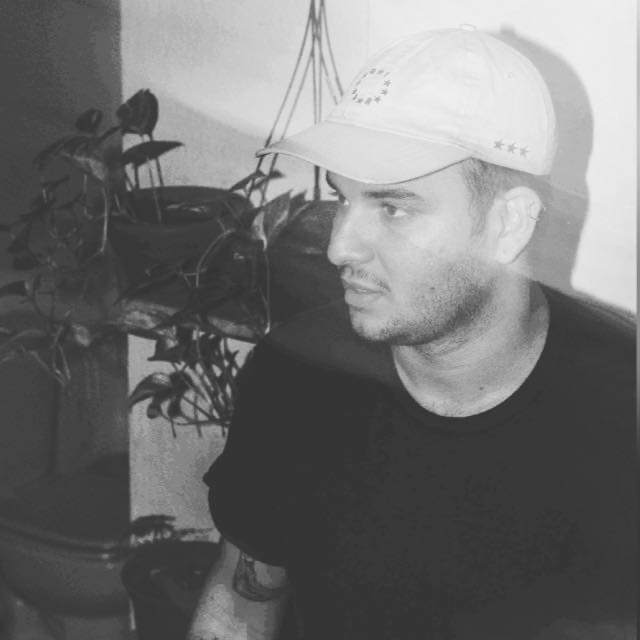
Leonardo Mendes, criador da Indigo Mood

A Indigo Mood é uma banda Indie Pop de Fortaleza  criada em 2014  e lançada em 2017 por Leonardo Mendes, compositor, cantor e multi-instrumentista em todas as canções da banda.  Indigo Mood procura fazer um som "para ouvir na cama", num momento triste ou sexual. Utilizando de texturas melancólicas em suas músicas - definidas por uma fã como "triste e gostosinha" -,  a banda traz como principais estilos musicais o Indie Pop, a Psicodelia e o Soul, tendo como principais referências Connan Mockasin, Mac DeMarco e Homeshake.

## História
Em Julho de 2017 a banda estreou no festival Garage Sounds como uma opção Indie num line-up majoritariamente metaleiro.  Desde então, vem produzindo ou co-produzindo a grande maioria dos eventos de que participa, principalmente em Fortaleza, com exceções de destaque, como em São Paulo, em 2018, no evento A Porta Maldita, produzido pela Casa do Mancha, e em 2019, na SIM São Paulo, além de shows em cidades do Nordeste.

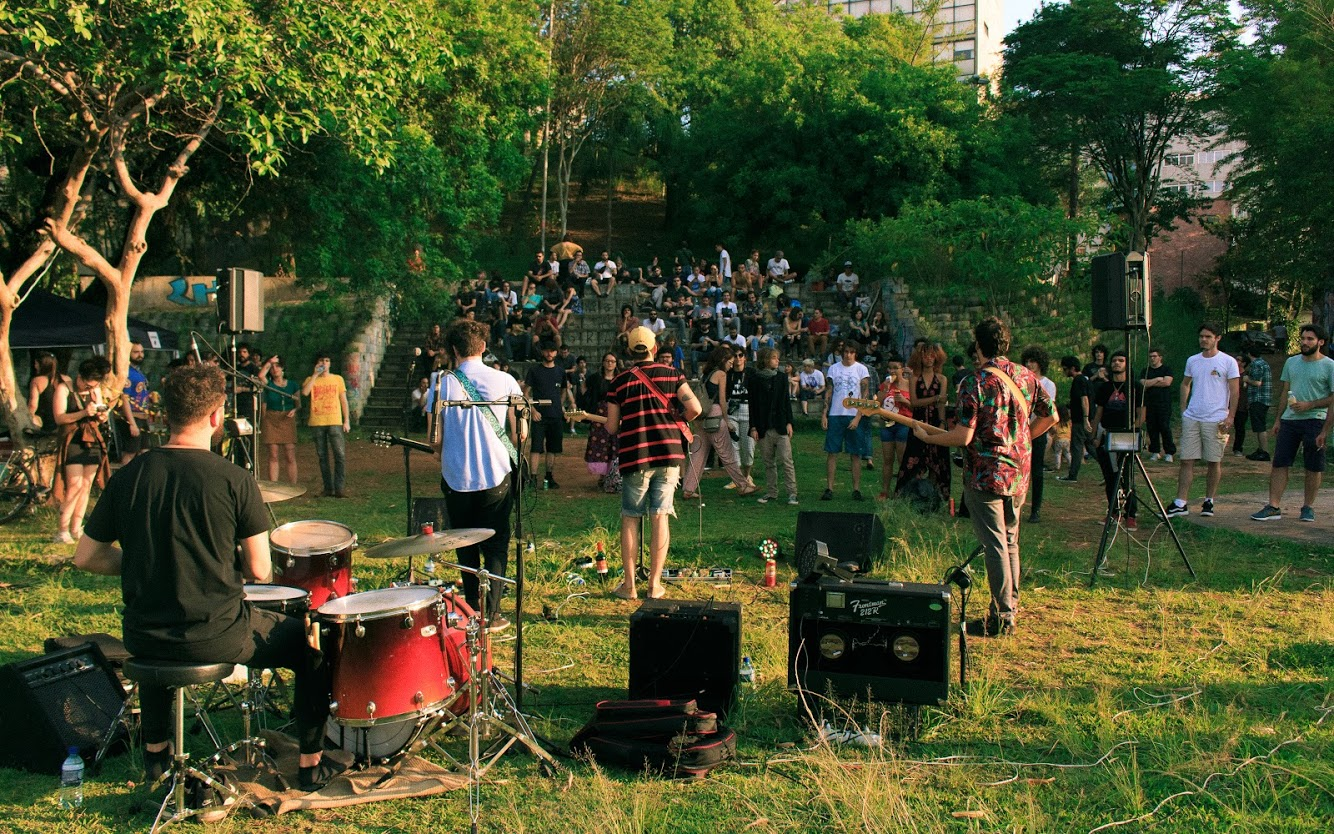
Indigo Mood tocando em A Porta Maldita

A banda lançou o primeiro single em Janeiro de 2018, a faixa "Going Home Without You", seguido por "As You Go". Os singles anteciparam o primeiro EP da banda, Good Friend, Bad Lover (2008), lançado pelo selo Fiasco Records por meio da distribuidora ONErpm com seis faixas influenciadas por MGMT, Tame Impala e outros nomes do Pop psicodélico. O álbum foi produzido, mixado e masterizado por Matheus Brasil (produtor musical e então baterista do Projeto Rivera). Os lançamentos foram assinados pelo selo paraibano Fiasco Records e todas as faixas foram compostas por Leonardo Mendes e produzidas por Matheus Brasil, no estúdio Salquar, em Fortaleza. Participaram das gravações Leonardo Mendes (voz, guitarra e percussões), João Vítor Fidanza (guitarra), Levy Gallas (baixo) e Matheus Brasil (percussões, teclado, mix e master). 
No final de 2018, a banda lançou em parceria com o grupo instrumental cearense Astronauta Marinho os singles "I Couldn't Help Giving a Try" e "Once Again", como parte do financiamento coletivo para o álbum Perspecta (2018). As faixas Indie pop têm fortes influências do neozelandês Connan Mockasin e foram produzidas por Felipe Couto e Guilherme Mendonça.

## Discografia

### EPs
- 2018 - (EP) Good Friend, Bad Lover
- 2021 - (EP) Obviously Still Yours

### Ao vivo
- 2021 - Obviously Still Alone | Live & Acoustic (+Beats)

### Singles
- 2018 - Going Home Without You [8]
- 2018 - As You Go [9]
- 2018 - I Couldn't Help Giving a Try
- 2018 - Once Again [7]
- 2019 - Never Was Enough [10]
- 2019 - Places
- 2020 - Time Bomb [11]
- 2022 - Fim do Autoengano
- 2022 - White Wine
- 2022 - Loser